# Журавец (приток Холохольни)
Журавец — река в России, протекает по Старицкому району Тверской области. Устье реки находится в 8,3 км от устья реки Холохольни по правому берегу. Длина реки составляет 25 км, площадь водосборного бассейна — 64,4 км².

## Данные водного реестра
По данным государственного водного реестра России относится к Верхневолжскому бассейновому округу, водохозяйственный участок реки — Волга от города Зубцов до города Тверь, без реки Тверца, речной подбассейн реки — бассейны притоков (Верхней) Волги до Рыбинского водохранилища. Речной бассейн реки — (Верхняя) Волга до Куйбышевского водохранилища (без бассейна Оки).
Код объекта в государственном водном реестре — 08010100612110000001682.